# Stožec
Stožec (en allemand : Tusset) est une commune du district de Prachatice, dans la région de Bohême-du-Sud, en République tchèque. Sa population s'élevait à 216 habitants en 2023.

## Géographie
Stožec se trouve à 22 km au sud-ouest de Prachatice, à 50 km à l'ouest-sud-ouest de České Budějovice et à 143 km au sud-ouest de Prague.
La commune est limitée par Strážný et Lenora au nord, par Volary, Nová Pec et Želnava à l'est, par Nová Pec au sud-est et par l'Autriche à l'ouest.

## Histoire
La première mention écrite de la localité date de 1769. La commune est le premier relais sur la route du sel.

## Galerie

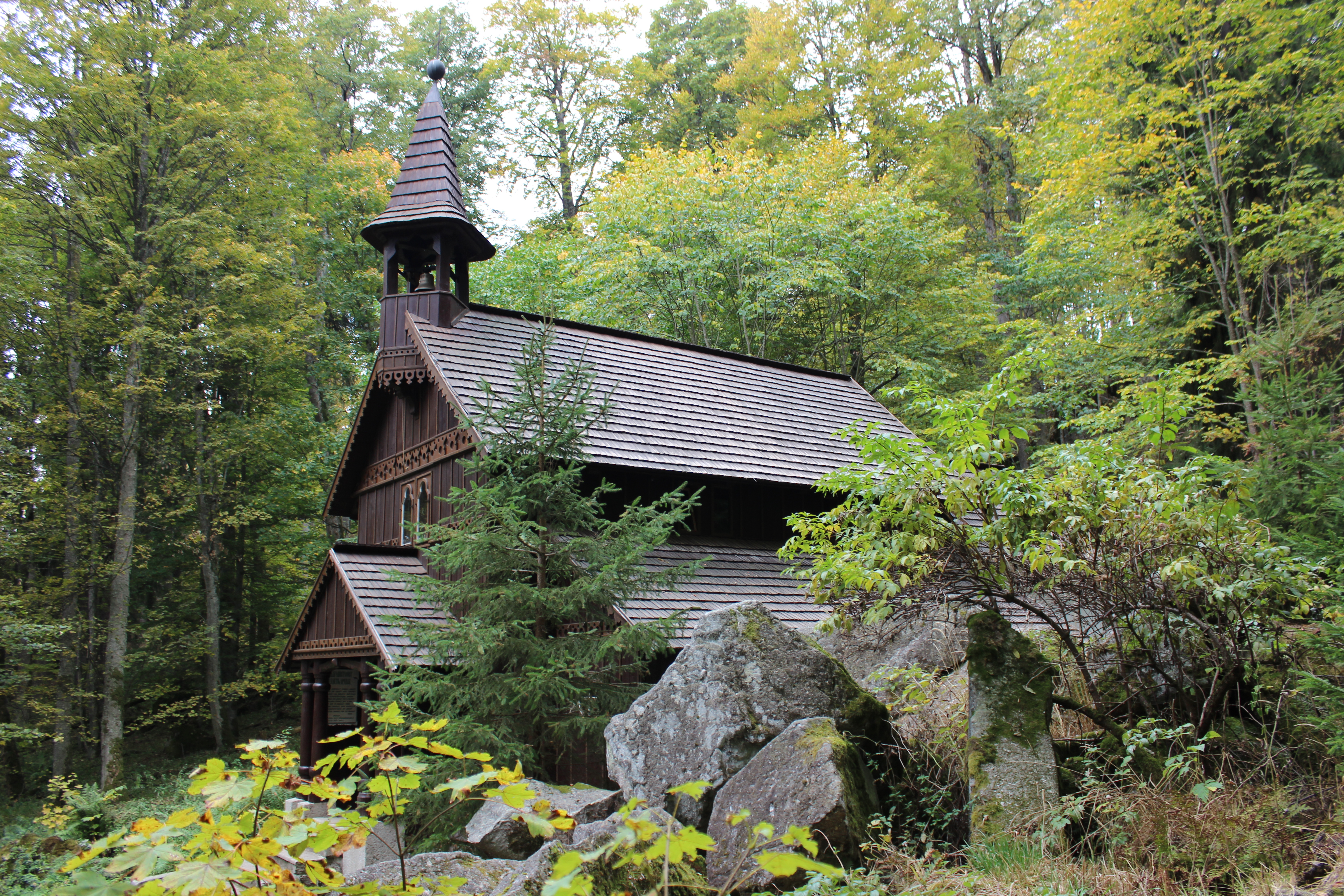
Chapelle à Stožec.
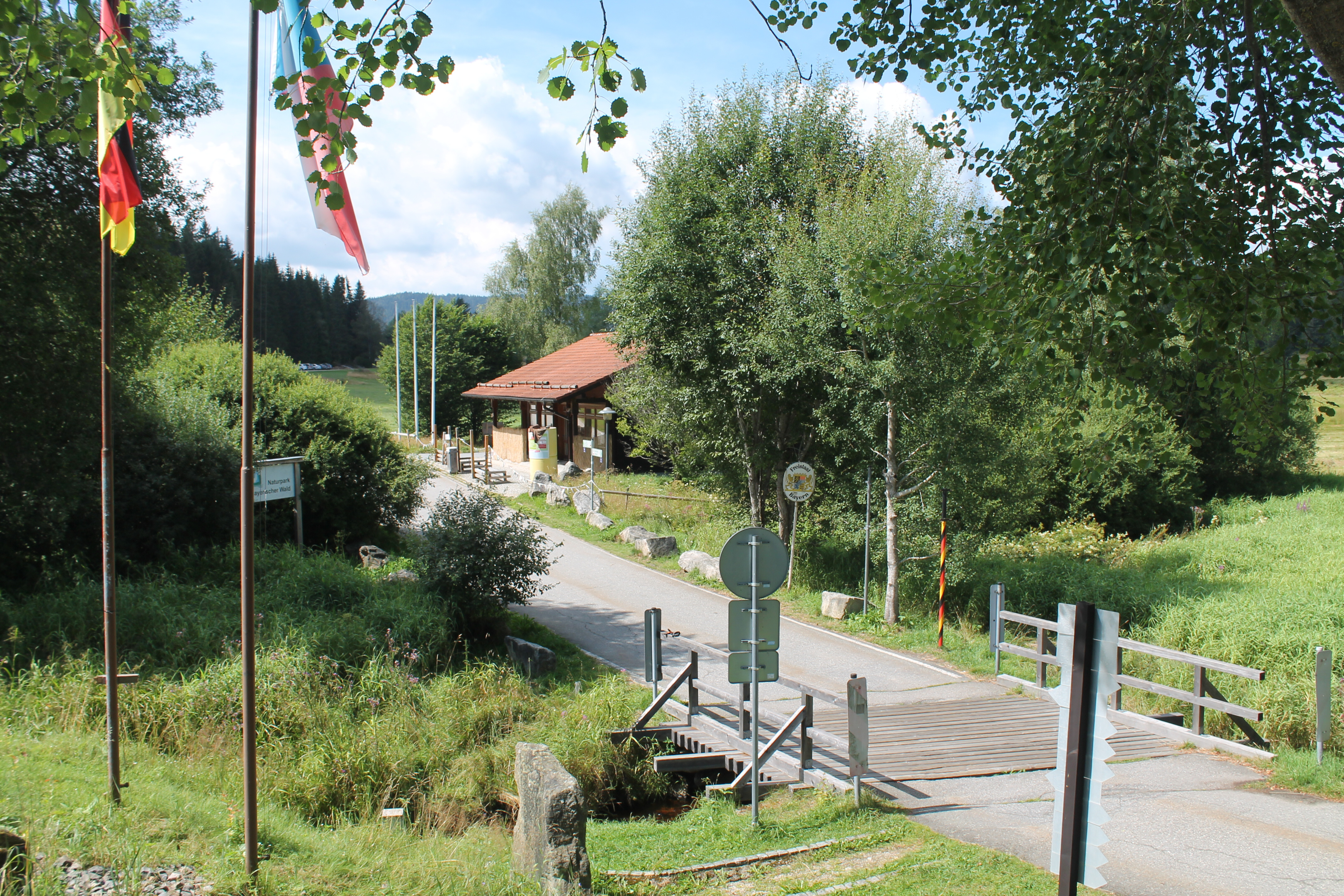
Poste-frontière de Nové Údolí.

## Administration
La commune se compose de trois sections :
- České Žleby
- Dobrá
- Stožec

## Transports
Par la route, Stožec se trouve à 15 km de Volary, à 33 km de Prachatice, à 72 km de Ceské Budejovice et à 177 km de Prague.